# Wallfahrtskirche Frauenberg an der Enns

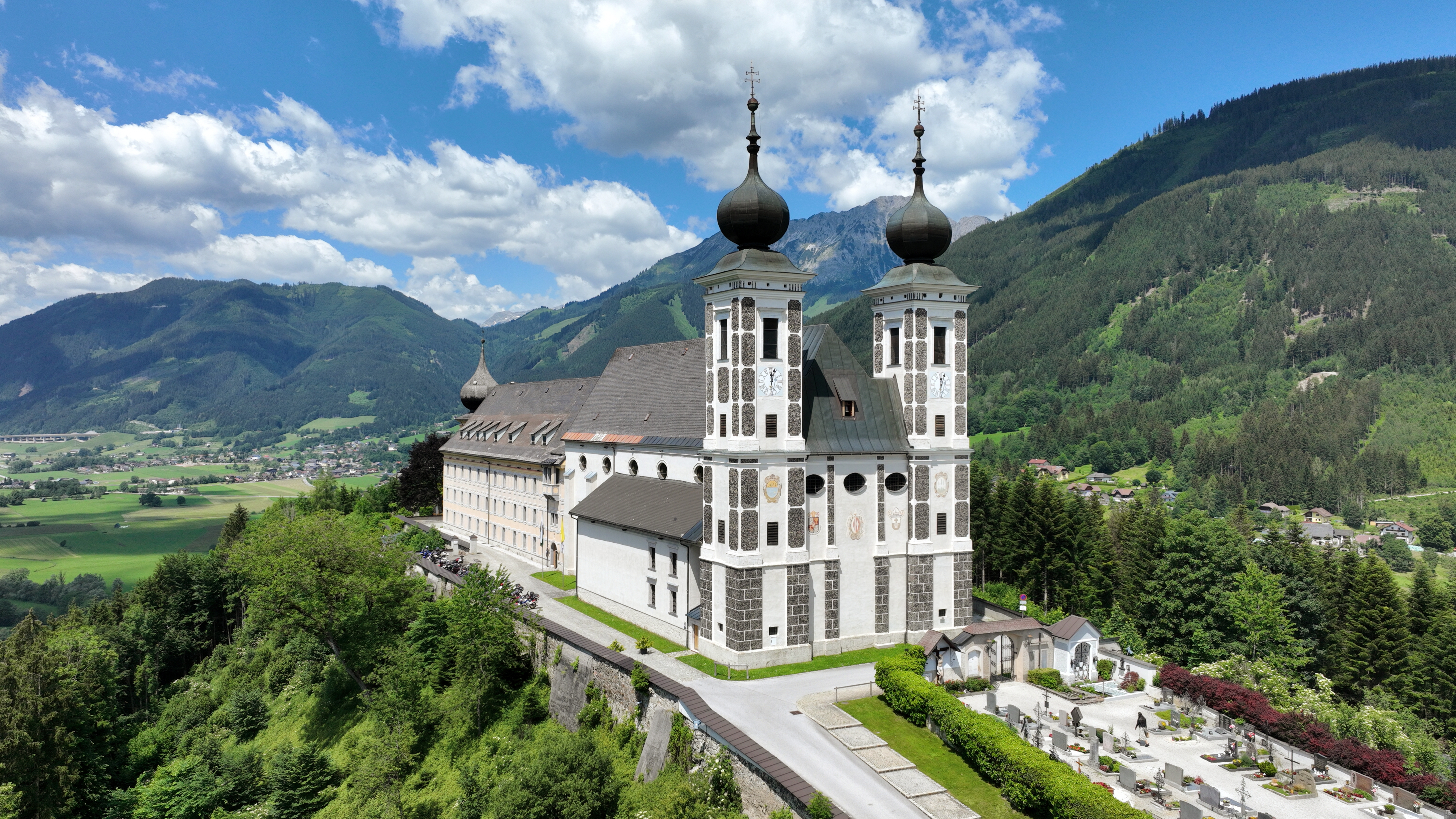
Pfarr- und Wallfahrtskirche Frauenberg

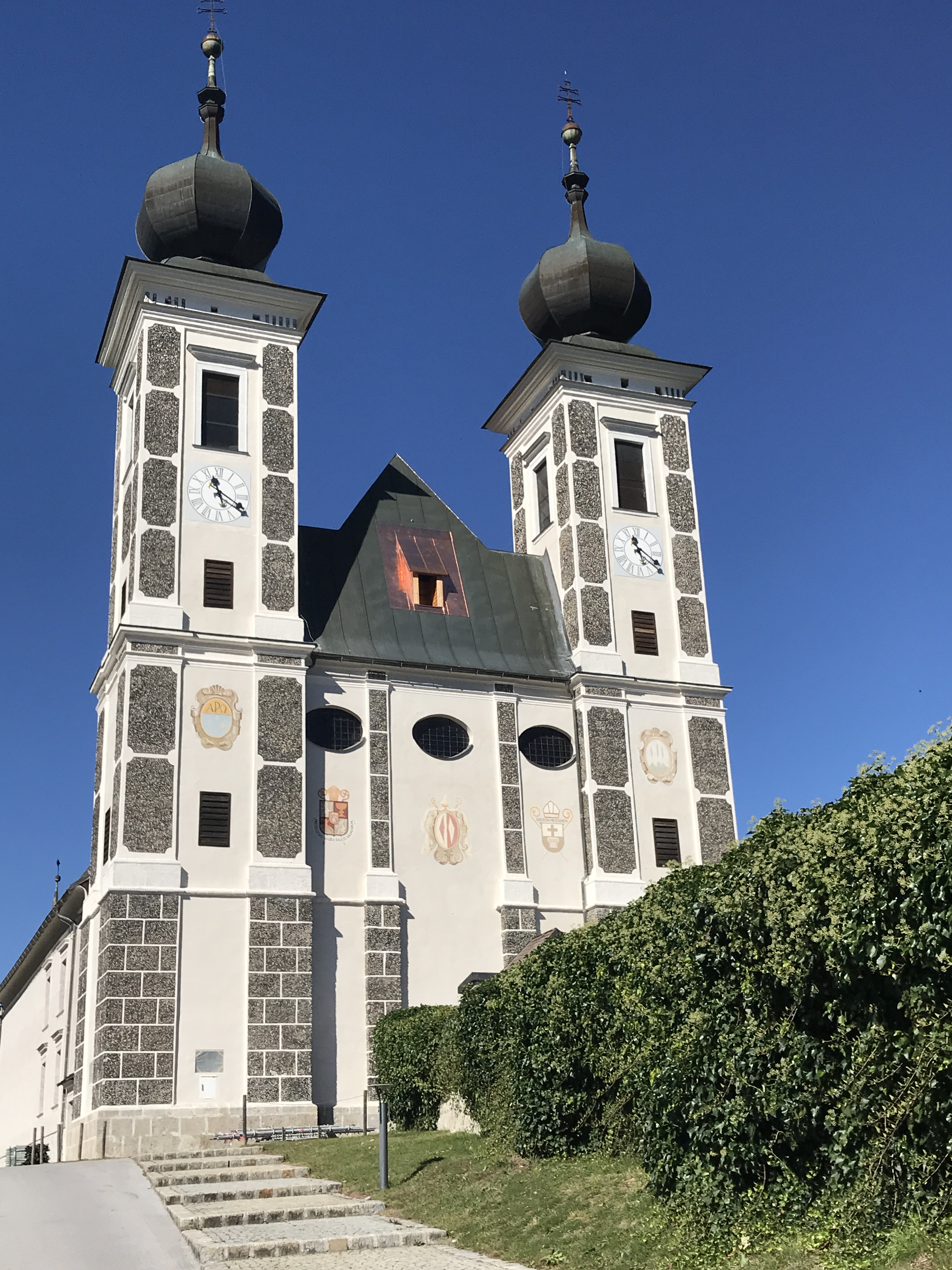
Ostfassade der Pfarr- und Wallfahrtskirche

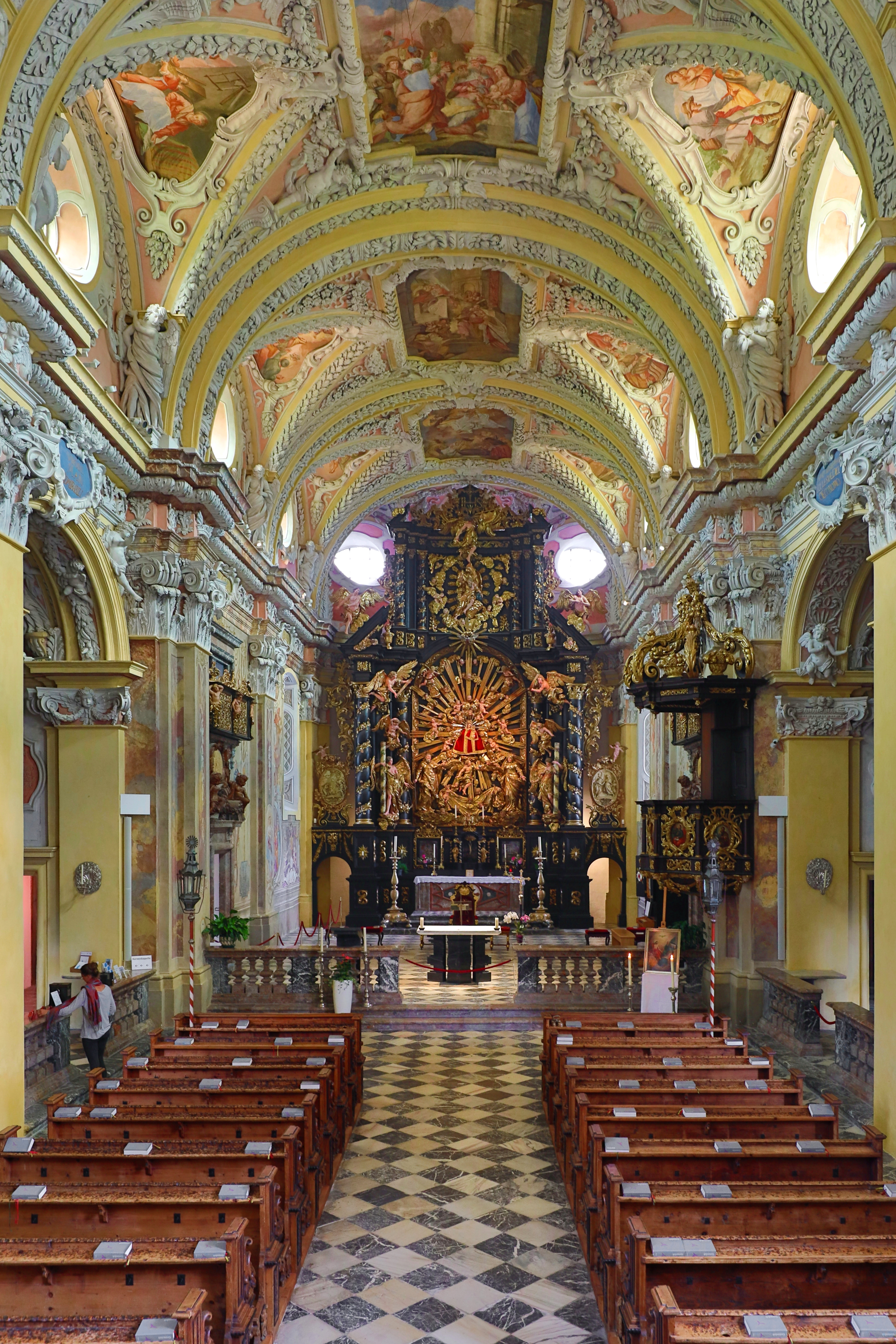
Inneres der Pfarr- und Wallfahrtskirche

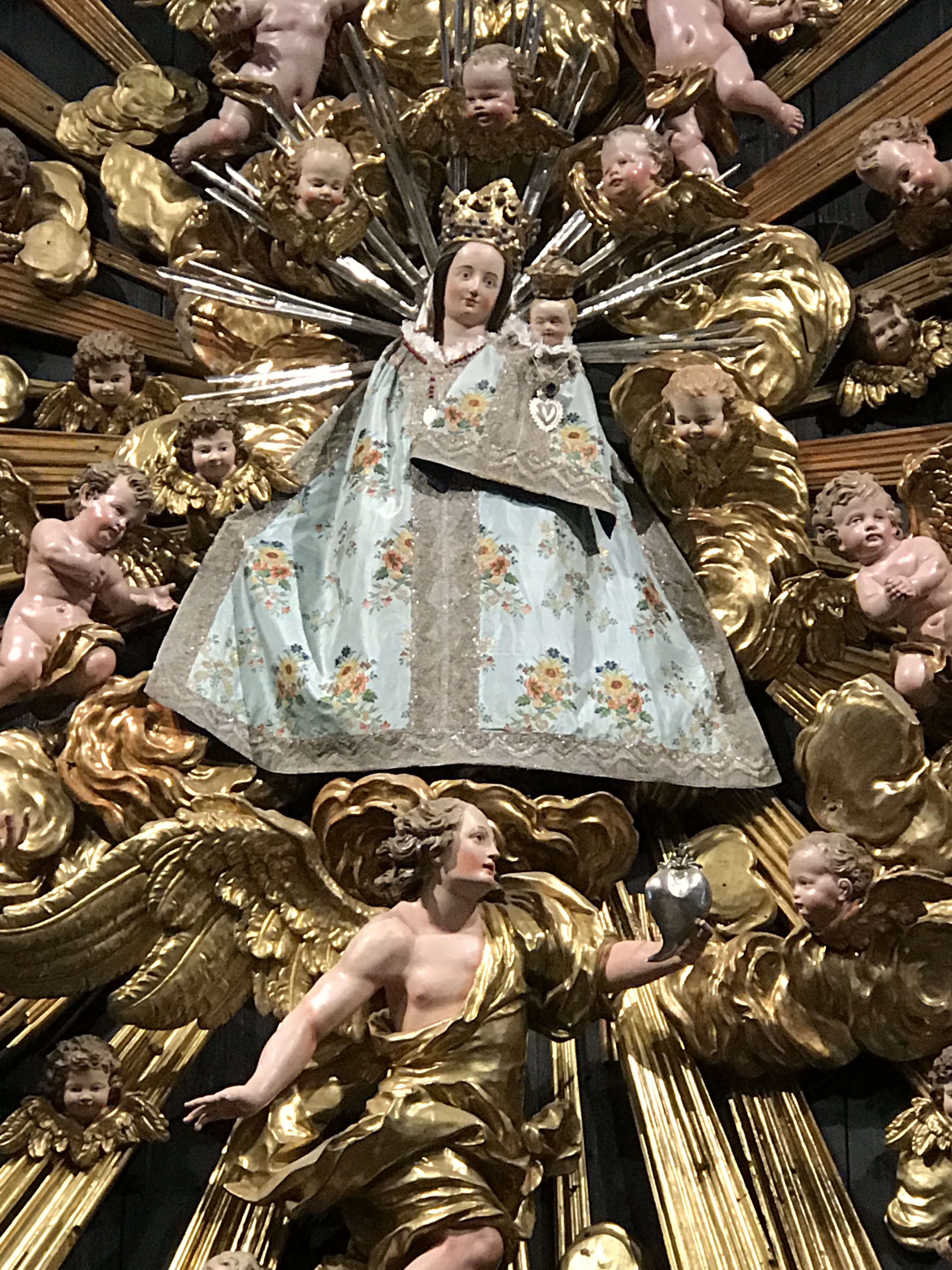
Gnadenmutter von Frauenberg am Hochaltar

Die römisch-katholische Pfarr- und Wallfahrtskirche Frauenberg an der Enns steht auf einer Erhebung, die Kulm genannt wird, im Ennstal im Ort Frauenberg in der Gemeinde Ardning im Bezirk Liezen in der Steiermark. Die Pfarrkirche Mariä Opferung ist dem Stift Admont inkorporiert. Sie liegt im Seelsorgeraum Admont in der Diözese Graz-Seckau und steht unter Denkmalschutz (Listeneintrag).

## Geschichte
Etwa 6 km westlich von Admont erhebt sich am linken Ufer der Enns ein bewaldeter Einzelberg, der auf seiner höchsten Stelle, 130 m über dem Talboden, die weithin sichtbare Pfarr- und Wallfahrtskirche Frauenberg trägt. Der „Kulm-Berg“ war schon früh im Besitz des 1074 gegründeten Benediktinerstiftes Admont. Die Anfänge der Marien-Wallfahrt liegen weitgehend im Dunkel der Geschichte. Eine alte Überlieferung, erst im 17. Jahrhundert schriftlich festgehalten, schildert die Entstehung: Im Frühjahr 1404 trug die Enns, als sie wieder einmal Hochwasser führte, auf ihren Fluten eine holzgeschnitzte Marienstatue mit sich, die sich im Gestrüpp am Fuß des Kulm verfing. Eine Lichterscheinung in der folgenden Nacht, es war der Samstag vor dem zweiten Sonntag nach Ostern, führte zur Auffindung der Statue. Der Abt und die Mitglieder des Konvents von Admont trugen die Statue in die Stiftskirche, doch war sie am nächsten Tag verschwunden und wurde wiederum am Fuß des Kulm gefunden. Dies wiederholte sich ein zweites und ein drittes Mal, sodass man darin einen Fingerzeig Gottes sah. Abt Hartnid Gleusser von Admont errichtete für die Marienstatue zunächst eine hölzerne Kapelle am Gipfel des Berges Kulm, die sich bald als zu klein erwies und daher durch eine größere Kirche aus Stein ersetzt wurde.
1410 wird die Kirche auf dem Kulm anlässlich der Grundsteinlegung zum gotischen Neubau zum ersten Mal urkundlich erwähnt. 1420 findet sich erstmals die Bezeichnung Unser Frawnperg. 1423 gründete Abt Georg Lueger an der Wallfahrtskirche, deren Chor in diesem Jahr fertiggestellt und geweiht wurde, eine Fronleichnamsbruderschaft. In der ersten Hälfte des 15. Jahrhunderts folgte unter Abt Andreas von Stettheim eine Umgestaltung des Kirchenbaues und am 5. August 1447 eine Neuweihe durch den Bischof von Lavant, Theobald Schweinpeck, wobei auch das Patrozinium festgelegt wurde: Mariä Opferung (Darstellung Mariens im Tempel, Gedenktag 21. November). Als Baumeister des ersten gotischen Baus ist der leitende Baumeister der Admonter Bauhütte, Niklas Velbacher, genannt. Im Zuge der Marienverehrung begann bald der Zustrom der Pilger, woraufhin auch von Wundergeschehen berichtet wurde. Bereits im frühen 16. Jahrhundert wird die Pfarre Frauenberg urkundlich belegt. Sie wird seither ununterbrochen von Admonter Benediktinern betreut.
Die Wiederbelebung der Wallfahrtskirche Frauenberg in der Gegenreformation ging mit umfassenden Baumaßnahmen einher. So wurden unter Abt Urban Weber ein neuer Hochaltar (1648) von Christoph Paumgartner (heute das Gehäuse des Hochaltars) und ein Pfarrhaus errichtet (die Fenster des Baues von 1640 sind im Wallfahrtsladen freigelegt worden). Nach 1682 wurde das Langhaus barock erweitert, das Pfarrhaus deutlich vergrößert und der gotische Kirchturm barockisiert. Unter Abt Adalbert Heuffler von Rasen und Hohenbühel erhielt der Wallfahrtsort weitgehend seine heutige Gestalt. Am 2. Juli 1687 erfolgte die Weihe des umgestalteten Kirchengebäudes. Im schlossartigen Pfarrhof finden sich prachtvoll ausgestattete Räume aus der Bauzeit, die zum Teil dem Pfarrer (Superior) als Wohnung dienen.
Abt Antonius II. von Mainersberg ließ die beiden charakteristischen Osttürme erbauen, 1719 ein neues Geläut anschaffen und 1724 die große Pilgerherberge (das heutige Pflegeheim) errichten. Stiftsbildhauer Josef Stammel schuf 1740 einen neuen Gnadenaltar. Die größte Blütezeit erlebte der Wallfahrtsort im 18. Jahrhundert, als bis zu 60.000 Pilger jährlich gezählt wurden.
Im Josephinismus musste die Wallfahrtskirche nicht wie viele andere geschlossen werden, da sie auch als Pfarrkirche diente. 1865 wohnten einige Mitglieder des Admonter Konvents vorübergehend im Pfarrhaus, da das Stift bei einer Feuerkatastrophe stark in Mitleidenschaft gezogen und unbewohnbar geworden war. Während der Zeit des Nationalsozialismus wurde die Wallfahrt aufgehoben. Eine Gruppe des Stabs Rosenberg hegte den Plan, den Pfarrhof als Quartier zu beziehen.
Nach Kriegsende wurde unter dem Admonter Abt Bonifaz Zölß die Kirche restauriert und 1968 wurde der Pfarrhof zu einem Bildungshaus umgestaltet, das 1996 wegen Baumängeln geschlossen wurde. Der Pfarrhof wurde daraufhin unter Abt Benedikt Schlömicher nach historischen Aspekten aufwändig zurückgebaut. Im Parterre wurden ein Wallfahrtsladen und das Pfarrsekretariat errichtet.
Vom Jänner 2013 bis Dezember 2014 wurde die Kirche im Auftrag des Abts des Benediktinerstifts Admont, während der Amtszeit von P. Winfried Schwab, im Inneren aufwändig restauriert. Der Gesamtetat betrug 3 Millionen Euro. Bei Voruntersuchungen wurde unter anderem ein Bodensonar eingesetzt, das ein zwar bekanntes, aber nicht genau verortetes Priestergrab vor der Kanzel zu Tage brachte.
Neben Altären, Fresken und Kirchenbänken wurde auch die Barockorgel einer Restaurierung unterzogen. Die Wiedereröffnung der Kirche wurde am 7. Dezember 2014 durch den Bischof der Diözese Graz-Seckau, Egon Kapellari gefeiert.
Im September 2015 begann die Amtszeit des gegenwärtigen Superiors und Pfarrers von Frauenberg, P. Maximilian Schiefermüller. Die Pfarre Frauenberg bildet nun mit Ardning und der Pfarre Hall bei Admont einen Pfarrverband. 2016, im Heiligen Jahr der Barmherzigkeit, wurde in Frauenberg eine Heilige Pforte geöffnet. Im Heiligen Jahr 2025 wurde Frauenberg vom Grazer Diözesanbischof zu einer "Hoffnungskirche" erhoben.
Von April bis Oktober 2018 wurde die Kirche einer gründlichen Außenrenovierung unterzogen und dabei die barocke, cremefarbene Fassade wieder hergestellt. 
Bei einem Erdbeben am 20. Jänner 2021 der Magnitude 4,5 mit dem Epizentrum in direkter Nähe der Kirche kam es zu Schäden am Pfarrhof; Fenster gingen zu Bruch und einige Deckenmalereien bekamen Risse.
2021 wurde der Innenraum der Kirche durch einen neuen Zelebrationsaltar und ein Ambo bereichert. Diese ersetzten die bisherigen Provisorien. Beide Objekte stammen von Steinmetzmeister Gerhard Fraundorfer, dem Hüttenmeister des Linzer Mariendomes. Es wurde schwarzer, spanischer Kalkstein verwendet, der sich harmonisch in den Innenraum einfügt und in der Gestaltung die Formen des Raumes aufgreift. Abt Gerhard Hafner hat am 21. November 2021 Altar und Ambo gesegnet.

## Architektur und Ausstattung

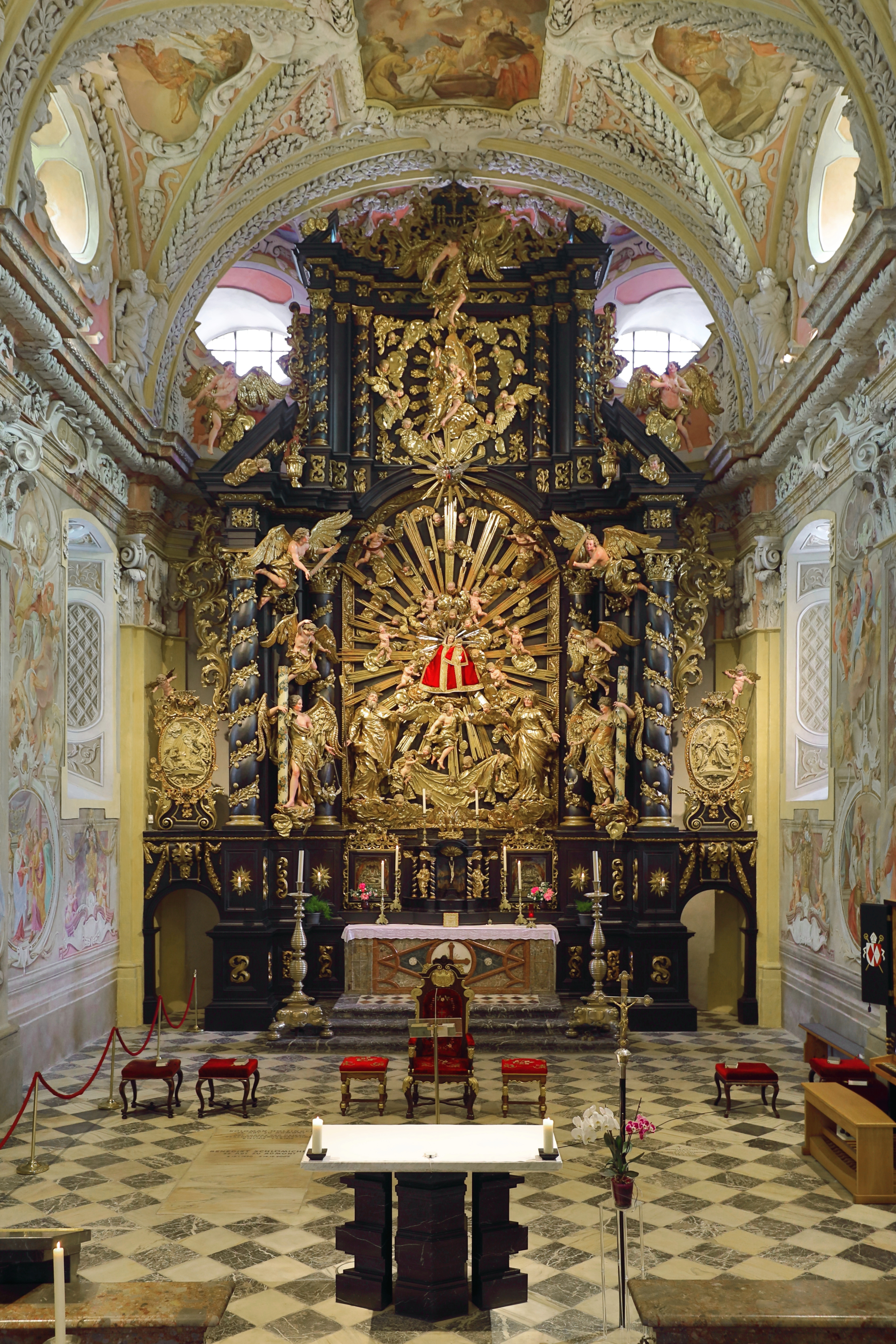
Hochaltar

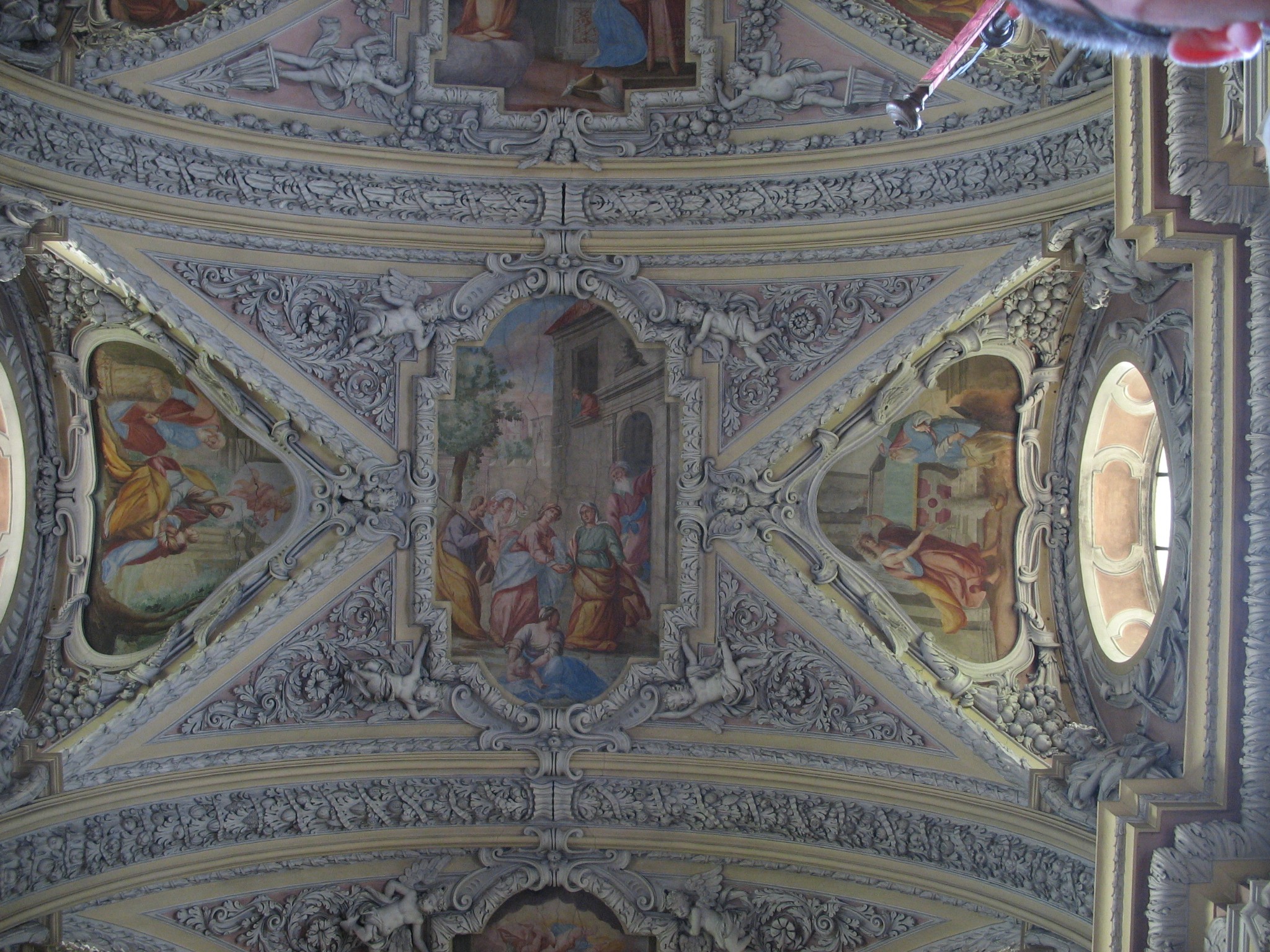
Deckengewölbe mit Fresken

Kirche und Pfarrhof wirken nach außen wie ein einziger langgestreckter, 100 Meter langer Baukörper. Im Osten schließt die Kirche mit zwei Zwiebeltürmen ab; die auffällige, barocke Wandgliederung ist mit Schlacke inkrustiert.
Nach Art einer Basilika ist der Kirchenraum ein Saal mit vier Seitenkapellen. Den Innenraum der Kirche entwarf Carlo Antonio Carlone um 1682. Er lehnte seinen Entwurf eng an den der Klosterkirchen an, die sein Vater Pietro Francesco Carlone für Stift Garsten und Stift Schlierbach gestaltet hatte.
Der reiche Stuck der Tonnengewölbe stammt von Giovanni Battista Carlone. Antonio Maderni schuf die Fresken, die die freien Felder des Gewölbes ausfüllen; sie stellen Stationen des Marienlebens dar. An den Wänden des Chors und an seiner Decke finden sich Fresken von Johann Lederwasch (1794). Die Ausstattung mit Altären, Kanzel und Beichtstühlen ist weitgehend frühbarock. Martin Neuberg, Stiftstischler von 1671 bis 1714, schuf den dreigeschoßigen Hauptaltar. Die Schnitzfiguren sind Werke von Josef Stammel. Im Zentrum des Hochaltares steht die gotische Skulptur der Gottesmutter Maria mit Jesus im Arm. Sie ist das eigentliche Gnadenbild der Wallfahrtskirche. Als Assistenzfiguren fungieren die Skulpturen (Werke von Josef Stammel) der Eltern Mariens, Joachim und Anna. Der Hochaltar ist übersät mit Engelsdarstellungen und Putten, zu einem Großteil aus der Hand Josef Stammels. Bemerkenswert ist die barocke Kanzel an der Südseite des Presbyteriums, mit Darstellungen der vier Evangelisten. In den vier Seitenkapellen finden sich folgende Altäre (mit thematisch abgestimmten Fresken in den Gewölben): Kreuzaltar (bis 1786 der Gnadenaltar) mit einem Kreuzigungsbild von Johann Lederwasch, Benediktusaltar, Josefsaltar und Antoniusaltar mit Altarbildern von Frans de Neve.
Die Pilgermadonna stammt aus der Zeit um 1410 und wurde im 19. Jahrhundert neu gefasst. Sie ist die älteste Skulptur der Wallfahrtskirche und befindet sich seit der Innenrenovierung der Kirche wieder an ihrem ursprünglichen Platz, hinter dem Hochaltar. Das entspricht einer alten Tradition der Frauenberg-Wallfahrt, der zufolge die Pilger eingeladen werden, den Altar zu umrunden.
Die originale Frauenberger Schutzmantelmadonna, entstanden um 1420/30, befindet sich im Landesmuseum Joanneum (Graz). In der Kerzenkapelle der Wallfahrtskirche ist eine Kopie aufgestellt.
Von Michael Zürn d. J. stammen die Rokoko-Statuen der hll. Rosalia, Cäcilia, Barbara und Katharina.
Die neobarocke Sessio im Altarraum stammt vom oberösterreichischen Künstler Ludwig Linzinger. Sie wurde 1908 für die Pfarrkirche Bad Zell geschaffen und 2018 in das Eigentum der Pfarrkirche Frauenberg übertragen.

### Orgelwerke
Die Pfarr- und Wallfahrtskirche besitzt zwei selbstständige Orgelwerke.

#### Hauptorgel

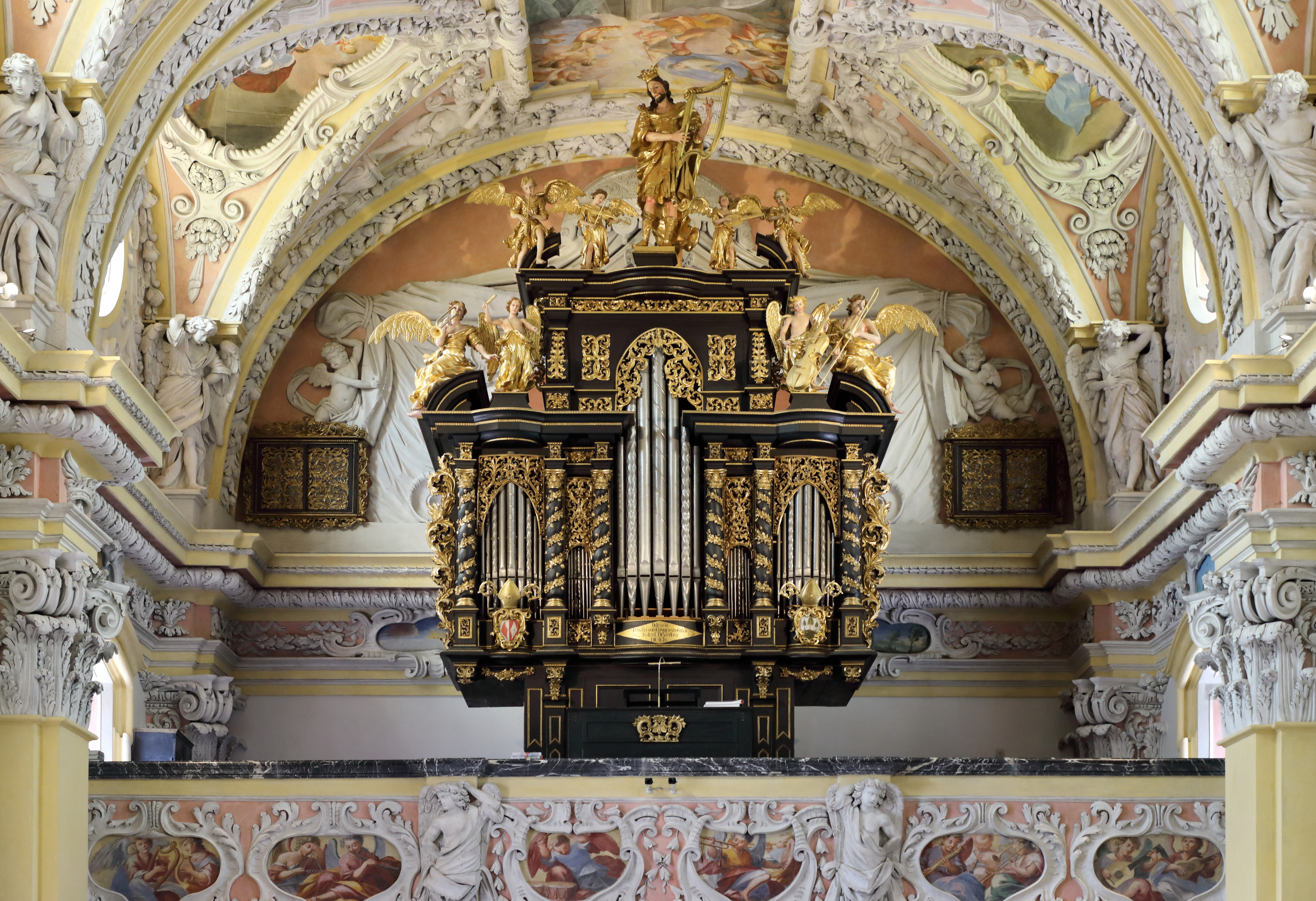
Orgelprospekt um 1687

Die Hauptorgel auf der Westempore der Wallfahrtskirche entstand um 1687 und weist einen hochbarocken Prospektaufbau mit drei Rundtürmen und sechs Salomonische Säulen auf. Alludierend auf die neun Musen intonieren […] neun musizierende Skulpturen das Gotteslob: Der lebensgroß dargestellte König David mit der Harfe leitet ein Ensemble von acht musizierenden Engeln. Diese halten Instrumente in Händen, nämlich Posaune, Bassgamba, Zinken, Knickhalslaute, Viola, Trompete und Dirigentenstab. Um 1780 veränderte Franz Xaver Krisman die Orgel, 1823 versah sie Simon Anton Hötzel mit einem zweiten Manual, dessen Pfeifenwerk er in einem Zubau hinter der Orgel unterbrachte. 2013–2014 wurde das Instrument von Orgelbau Kögler einer aufwändigen Restaurierung unterzogen, wobei von einer, vielleicht denkmalpflegerisch sinnvollen, Rückführung auf den barocken Zustand Abstand genommen wurde.
Disposition:
| I. Manual C–c3 (Kurze Oktave) |             |      |
| 1.                            | Principal   | 8′   |
| 2.                            | Coppel      | 8′   |
| 3.                            | Octave      | 4′   |
| 4.                            | Flöte       | 4′   |
| 5.                            | Quint       | 3′   |
| 6.                            | Super Octav | 2′   |
| 7.                            | Oktav       | 1′   |
| 8.                            | Mixtur IV   | 1/3′ |

| II. Manual C–c3 |                 |    |
| 9.              | Principal       | 8′ |
| 10.             | Flöte           | 4′ |
| 11.             | Gamba           | 8′ |
| 12.             | Oktav           | 8′ |
| 13.             | Flöte           | 4′ |
| 14.             | Mixtur II – III | 2′ |

| Pedal C–gis0 (12 Töne, repetierend) |               |         |
| 15.                                 | Subbass       | 16′     |
| 16.                                 | Principalbass | 8′      |
| 17.                                 | Violon        | 8‘ + 4′ |
| 18.                                 | Bombarde      | 16′     |

- Koppeln: II/I, I/P, II/P.

#### Chororgel

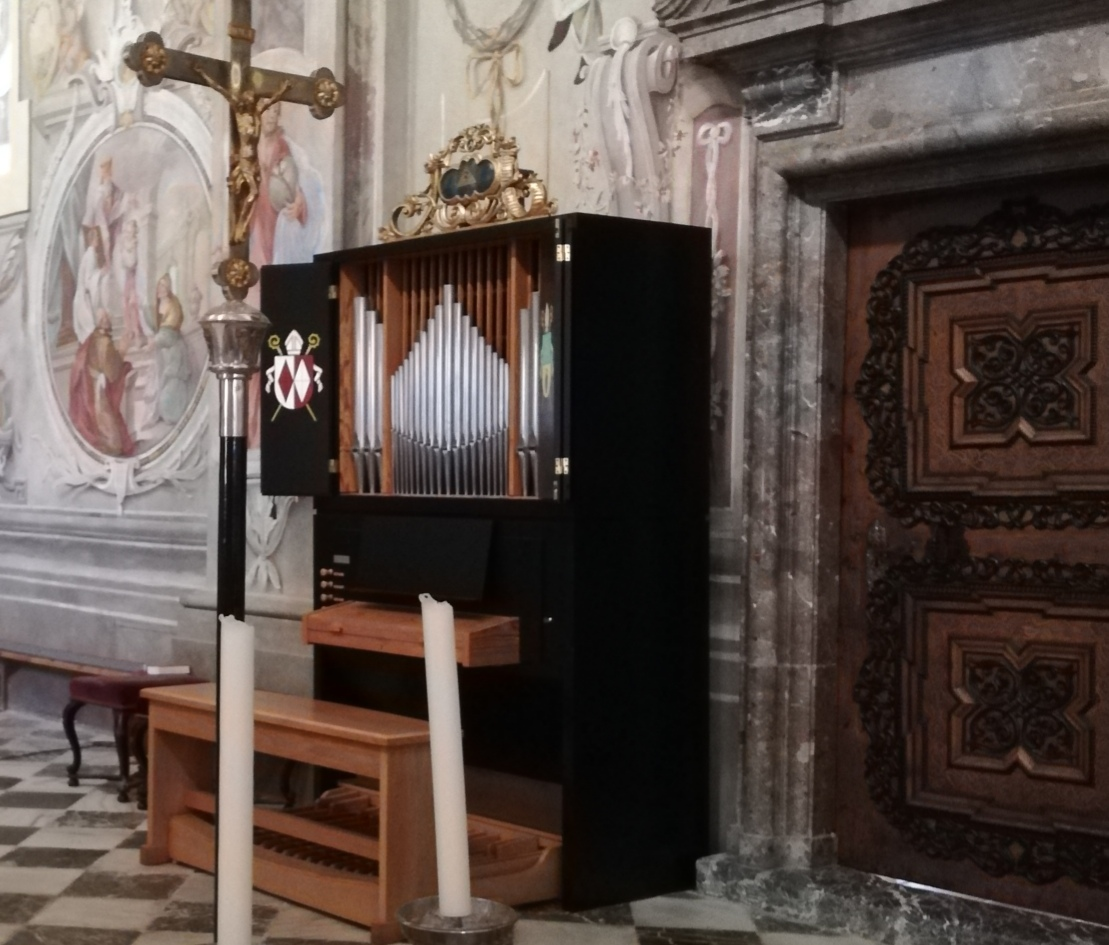
Chororgel

An der Südwand des Altarraumes steht seit Sommer 2019 eine mechanische Orgel des Meisters Detlef Kleuker aus der 2. Hälfte des 20. Jahrhunderts. Ursprünglicher Aufstellungsort war die Pfarrkirche St. Petri in Hüsten, Stadtgemeinde Arnsberg im deutschen Bundesla nd Nordrhein-Westfalen. Das schlichte Gehäuse wurde dem barocken Kirchenraum Frauenbergs angepasst.
Disposition (1 Manual mit angehängten Pedal): Gedackt 8′, Rohrflöte 4′, Prinzipal 2′, Mixtur 2f.1′.

### Glocken
Die Pfarre- und Wallfahrtskirche Frauenberg an der Enns besitzt einen der größten Geläutesätze der Steiermark.
| Nr.  | Name                                  | Gussjahr | Gießer                      | Masse    | Ton | Abbildungen                                             | Inschriften/Anmerkung |
| ---- | ------------------------------------- | -------- | --------------------------- | -------- | --- | ------------------------------------------------------- | --- |
| 1    | Jubiläumsglocke                       | 2004     | Perner                      | 1.700 kg | d1  | Joachim u. Anna. Wappen Abt Bruno Hubl OSB              | LAETATUS SUM IN HIS QUAE DICTA SUNT MIHI: SS. IOACHIM ET ANNA INTERCEDE PRO NOBIS |
| 2    | Taufglocke                            | 1950     | Glockengießerei St. Florian | 964 kg   | f1  | Herz Jesu. Wappen Abt Bonifaz Zölß OSB                  | |
| 3    | Marienglocke                          | 1950     | Glockengießerei St. Florian | 496 kg   | a1  | Maria Himmelfahrt. Wappen Abt Bonifaz Zölß OSB          | |
| 4    | Wandlungsglocke                       | 1950     | Glockengießerei St. Florian | 308 kg   | c2  | Josef. Wappen Abt Bonifaz Zölß OSB                      | |
| 5    | Märtyrerglocke                        | 1950     | Glockengießerei St. Florian | 224 kg   | d2  | Adalbert u. Bonifatius. Wappen Abt Bonifaz Zölß OSB     | |
| 6    | Hoffnungsglocke                       | 2025     | Perner                      | 160 kg   | f2  | Maximilian von Lorch u. Hedwig von Andechs              | DUM SPIRO SPERO. HL. JAHR DER HOFFNUNG 2025. P. SUPERIOR MAXIMILIAN SCHIEFERMÜLLER OSB |
| 7    | Auferstehungsglocke                   | 2025     | Perner                      | 130 kg   | g2  | Maria Magdalena u. Apostel Thomas                       | ICH HABE DEN HERRN GESEHEN. HALLELUJA. MEIN HERR UND MEIN GOTT. HALLELUJA. FAM. HAIDER 2025 |
| 8    | Linzerglocke                          | 2025     | Perner                      | 95 kg    | a2  | Florian u. Severin                                      | HL. DIÖZESANPATRONE FLORIAN UND SEVERIN, BITTET FÜR DIE KIRCHE VON LINZ. GESTIFTET VON WALLFAHRERN AUS DER DIÖZESE LINZ 2018, AUFGRUND DER JAHRHUNDERTELANGEN VERBUNDENHEIT UND ALS DANK AN DIE GNADENMUTTER VON FRAUENBERG. |
| 9    | Maria Schutz-Glocke                   | 1449     | Hans Mitter (Judenburg)     | 90 kg    | b2  | Schutzmantelmadonna. Wappen Abt Andreas Stettheimer OSB | ALLERGUETISTEN JUNGFRAU MARIA. BEDECKE UNS MIT DEM MANTEL DEINER BARMHERZIGKEIT. AD 1449 |
| 10   | Fürbittglocke (Fürbittkapelle)        | 2017     | Grassmayr                   | 25 kg    | d3  | Benedikt von Nursia                                     | SANCTISSIME PATER BENEDICTE, INTERCEDE PRO NOSTRA OMNIUMQUE SALUTE. SANCTA DIE GENITRIX, MARIA, ORA PRO NOBIS DEUM. SANCTUARIUM BEATAE MARIAE VIRGINIS IN MONTE. ANNO SALUTIS MMXVII                                         |
| (11) | (in Verwahrung) Barmherzigkeitsglocke | 2016     | Eifeler Glockengießerei (D) | 120 kg   | f2  | Maximilian u. Hedwig                                    | BEATI MISERICORDES QUIA IPSI MISERICORDIAM CONSEQUENTUR. HEILIGES JAHR DER BARMHERZIGKEIT 2016 |

## Reliquien – Verehrung

### Franz Jägerstätter
Der selige Franz Jägerstätter wurde am 20. Mai 1907 in St. Radegund (Oberösterreich) geboren, in seiner Heimat wirkte der dreifache Vater und Landwirt als Mesner und lebte als bekennender Katholik. Als die Nationalsozialisten 1938 in Österreich die Macht übernahmen, verweigerte er jede Zusammenarbeit. Nach zweimaliger Einberufung folgte er schließlich am 1. März 1943 einer neuerlichen Einberufung und erklärte der Militärbehörde, dass er aufgrund seines religiösen Gewissens und gemäß dem Gebot der Gottes- und Nächstenliebe den Wehrdienst mit der Waffe ablehne, denn „man müsse Gott mehr gehorchen als den Menschen“. Obwohl er sich für den Sanitätsdienst angeboten hatte, wurde er wegen Wehrkraftzersetzung in Berlin zum Tode verurteilt und am 9. August 1943 in Brandenburg an der Havel enthauptet. Am 26. Oktober 2007 wurde Franz Jägerstätter in der Kathedrale zu Linz selig gesprochen.
Die Pfarr- und Wallfahrtskirche ist im Besitz einer kleinen Knochenreliquie des seliggesprochenen Franz Jägerstätter. Diese wird im Tabernakel des „franziskanischen“ Antonius-Altares, der mit den Statuen der heiligen Franziskus und Klara von Assisi versehen ist, ausgestellt. Jägerstätter gehörte seit 1940 dem 3. Orden des Hl. Franziskus an.

### Hedwig von Andechs
In der Seitenkapelle des heiligen Josef befindet sich in einer Monstranz eine Reliquie der heiligen Hedwig von Andechs, Herzogin von Schlesien. Diese Knochenreliquie wurde im Frühjahr 2022 aus dem Grab der Heiligen, in der Basilika von Trebnitz in Polen entnommen und vom Erzbischof von Breslau, Józef Kupny, der Pfarrkirche von Frauenberg geschenkt. Seither wird alljährlich hier das Hedwigsfest (um den Gedenktag, dem 16. Oktober) gefeiert. Glocke 6 der Frauenberger Kirche ist, neben dem heiligen Maximilian von Lorch auch der heiligen Hedwig geweiht. Sie trägt eine Abbildung der Heiligen in der Darstellung des Gnadenbildes im Hedwigsbründl, das sich im Heimatort des gegenwärtigen Superiors von Frauenberg, P. Maximilian Schiefermüller OSB, in Bad Zell in Oberösterreich befindet. Durch Reliquien in beiden genannten Kirchen sind Bad Zell und Frauenberg die beiden zentralen Orte der Hedwigsverehrung in Österreich. 

## Wallfahrten
Wallfahrten finden regelmäßig statt. Das Wallfahrtsjahr wird traditionell eröffnet am Gnadensonntag, dem zweiten Sonntag nach Ostern, und am Patroziniumsfest Mariä Opferung (21. November) beendet. Es gibt lokale Traditionsprozessionen der umliegenden Gemeinden Admont, Pfarrkirche Hall bei Admont, Ardning, Gaishorn, Liezen und St. Gallen, aber auch Fuß-Wallfahrten und jährliche Wallfahrten aus Oberösterreich: Lambach, Viechtwang, Spital am Pyhrn, Hinterstoder, Windischgarsten und den Pfarren des Stiftes Schlierbach. Daneben gibt es zahlreiche Wallfahrten aus verschiedenen Pfarren aus Österreich, sowie Gruppen, die die Kirche unter kunsthistorischen Aspekten besuchen.
Monatlich wird seit 2018 am jeweils ersten Donnerstag eine „Wallfahrt um geistliche Berufungen“ durchgeführt.
Deutlich zeigt sich, dass seit der Gründung der Wallfahrt der Großteil der Pilger nach Frauenberg (85 %) aus Oberösterreich, der Diözese Linz stammt, obwohl Frauenberg in der Diözese Graz-Seckau, in der Steiermark liegt.

## Gottesdienste
Neben den Wallfahrtsgottesdiensten werden regelmäßig Heilige Messen in der Pfarr- und Wallfahrtskirche gefeiert. Die Kirche ist zudem eine beliebte Tauf- und Hochzeitskirche.

## Kalvarienberg

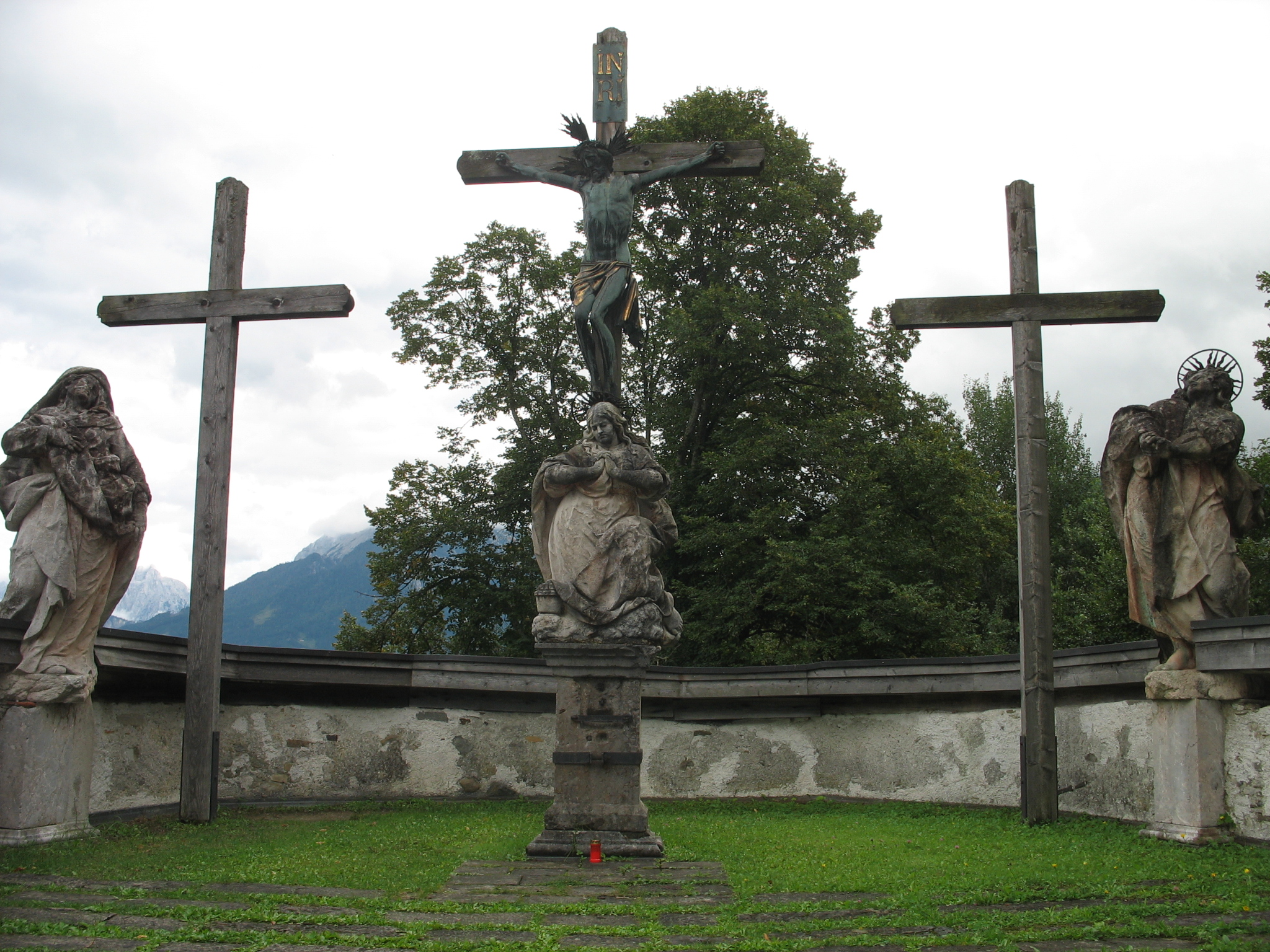
Kreuzigungsgruppe auf dem Kalvarienberg (Josef Stammel, um 1736)

Bei der Kirche befindet sich ein Kalvarienberg aus der Zeit von 1826 bis 1829. Die Kreuzigungsgruppe stammt aus der Werkstatt Josef Stammels und ist um 1736 entstanden. Das Kruzifix, das den gemauerten Rundbau überragt, gehört zu Stammels italienisch geprägtem Frühwerk.

## Gärten
Westlich der Kirche und des Pfarrhofes befinden sich beeindruckende Gartenanlagen, die besucht werden können. Neben dem „Fürbittgarten“ mit Marienkapelle, der asiatische Meditationsgarten mit vielen Pflanzen aus fernöstlichen Ländern.

## Superioren von Frauenberg
Seit der Barockzeit tragen die Pfarrer von Frauenberg den Titel eines Superiors, wie die Seelsorger der Wallfahrtsorte Mariazell, Maria Plain oder Sonntagberg.
In der Zeit von etwa 1950 bis zur Gegenwart waren dies:
- P. Erwin Ehweiner OSB († 1970)
- P. Hildebert Tausch OSB († 1985)
- P. Placidus Suppan OSB (1975–2010, † 2018). In seiner Amtszeit wurde der Pfarrhof aufwendig restauriert und der Meditationsgarten errichtet.
- P. Winfried Schwab OSB (2010–2015): Innenrenovierung der Wallfahrtskirche und zeitgenössische Neugestaltung des Altarbereiches. 2015 wurde er zum Abt des Stiftes Neuburg bei Heidelberg gewählt.
- P. Maximilian Schiefermüller OSB (seit 2015). Er ist Prior des Stiftes Admont, Stiftsarchivar und Stiftsbibliothekar der weltberühmten Admonter Stiftsbibliothek

## Filialkirche Ardning

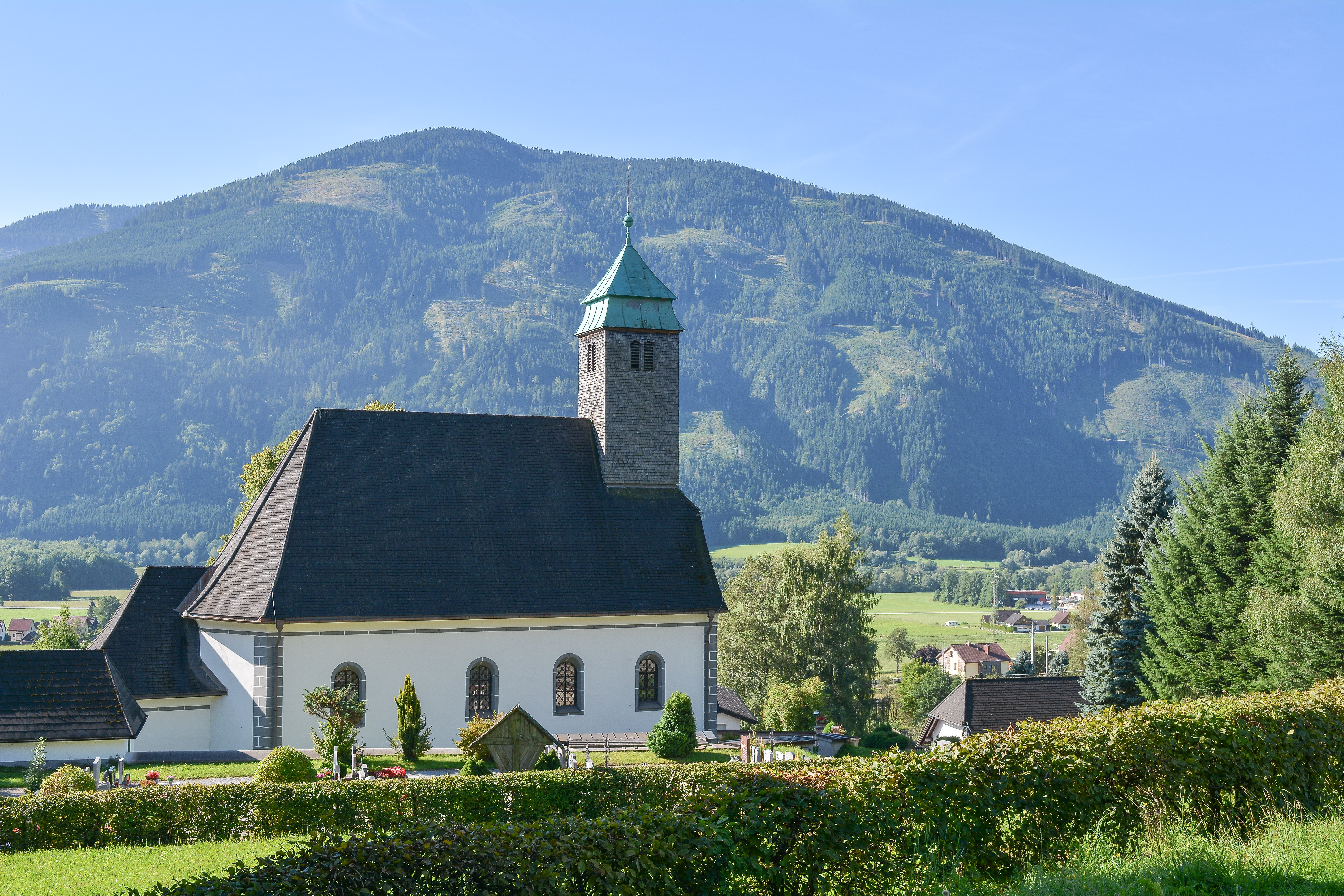
Filialkirche Ardning

In der Pfarre Frauenberg an der Enns liegt auch deren Filialkirche Ardning. Obwohl diese Johannes-Kirche im Hauptort der Pfarre, in Ardning, steht, übt seit Jahrhunderten die Kirche in Frauenberg die Pfarrrechte über Ardning aus.